# Carlos Chávez Navarrete
Carlos Alberto Chávez Navarrete (Lima, Perú; 11 de septiembre de 1960 - Alejandro Korn, Área Metropolitana de Buenos Aires, Argentina; 12 de agosto de 1997) fue un cantante peruano nacionalizado argentino. 
Se hizo conocido por ser el líder y vocalista de los grupos de cumbia Karicia y Karakol, en la década de 1990.

## Biografía
Carlos Chávez Navarrete nació el 11 de septiembre de 1960, en San Martín de Porres, en la ciudad de Lima, en Perú. 

### Inicios como cantante
Comenzó su carrera artística como cantante en grupos de cumbia peruana perteneciendo primero a su propia banda llamada Grupo Ilusión, con el que grabó dos canciones en un disco de 45 rpm: «Sueño Dorado» y «Mujer Infiel». 
Más tarde cantó en el Grupo Fiesta de Pancho Lema, con quienes grabó a lo largo de unos cuantos años las siguientes canciones «Carta colegial», «Dónde estarás», «La Cumbia del Chirichiri» y «Triste recuerdo». Asimismo perteneció al Grupo Mermelada de José Luis Carvallo donde él cantó solamente en vivo, sin grabar nada. 
Luego se integró al grupo de cumbia, Grupo Maravilla, bajo la tutela de su director musical, Jorge Chávez Malaver -quien lo escogió porque su voz tenía gran parecido con la de su vocalista anterior Carlos Ramírez-, primero como corista para pasar después a ser su vocalista principal. Este grupo apareció en muchos programas de televisión y se prodigó en conciertos. Ahí es donde conoció al percusionista Esteban "Memin" Pozú y el guitarrista Pepe Berrocal. 
Más tarde, tras la separación de esta banda, Carlos, junto con Pepe Berrocal, Pedro Macavilca, Kike Raggio, Rolando Marcos y Walter Simbrón deciden formar su propia banda, Grupo Amapola. Con ellos grabó dos canciones en un sencillo de 45 rpm: «Muchachita de mi amor» y «Mi negra consentida», a esto se les suma el tema «Amada mía». 
Después, ambos se separan de esta banda y se integran a otro grupo de cumbia, el Grupo Guinda, comandada por los hermanos Carlos y César Morales, allí grabaron sus dos canciones, «Dueño de nada» y la versión en vivo de «Por ella», antes de irse de su Perú natal. 
Qué cambio todo el ritmo con una voz única junto a una guitarra de excelencia y con un timbalero que rompió con su swing y cambio a los argentinos el ritmo de un instrumento a los albicelestes.

### Etapas en Karicia y Karakol
Luego de años de mucho esfuerzo, sacrificio y perseverancia, Carlos, junto con "Memín", Pepe, Rolando y Abel Ramírez, tuvieron que emprender nuevos rumbos, es por ello que en 1991, dejaron su Perú natal y viajaron a Argentina para seguir con su carrera musical, allí formarían su nueva banda propia y conocerían al representante de artistas José Olaya Villajuán. 
Grabaron su primer demo con el nombre de Agua Marina, pero luego, tuvieron que cambiar de nombre por el de Karicia. El sello discográfico Leader Music les dio una gran oportunidad y empezaron a grabar su primer disco con este nombre, de ahí, se convirtieron en una de las bandas de cumbia peruanas más escuchadas de la época, vendiendo miles de discos y realizando varios conciertos en vivo. Dentro de sus canciones están «Quinceañera», «Esta noche», «Tomaré para olvidar», «Sin rumbo», «La prueba de amor» y «Chica Sexy». Después de varios años, en 1995, la banda se separa y "Memín", junto con Pepe, formarían el grupo Karakol, mientras que Carlos se queda al mando grabado el disco "Los generales de la cumbia" y a fines del año pasa a Clan Music (Sello de los artistas de Olaya) y participa en el "Clan Tropical 6" con temas inéditos. En 1996, se rompe la relación con su representante, El Cholo Olaya, y abandona el grupo. Con él, Karicia grabó 5 discos de estudio, además de participar en diversos compilados con temas inéditos. 
En ese momento, su voz cautivó a Chile, Perú, Argentina y México, entre otros países.
En 1996, luego de recuperarse de su atentado, Carlos se reencuentra con "Memín" y Pepe después de un año sin verse musicalmente y se integra como vocalista de Karakol. Berrocal al poco tiempo vuelve a liderar Karicia ya en su etapa con Clan Music; Grabaron su primer disco en mucho tiempo llamado Inmortales, donde incluye los temas «Vuelve pronto, María», «El amor es una sola palabra» y «Vivir por vivir», consiguiendo llegar a conquistar al gran público argentino realizando sus giras de conciertos en todo el país, especialmente en Buenos Aires y Santa Fe, volviendo a reconquistar a su público a comienzos de 1997.
Posterior a su sorpresiva muerte, el grupo continuó tocando, pero, esta vez, con "Memín" en la voz y en la percusión. Su último disco fue No se olviden de Carlos Chávez, en el que se encuentran temas grabados e interpretados por ambos, algunos interpretados por el propio Carlos, entre ellos, está la canción-tributo al productor y presentador de televisión, dirigente deportivo y empresario argentino Marcelo Tinelli y a su programa Videomatch «A Tinelli le gusta»; y otros temas interpretados por la voz de "Memín".

## Muerte

### Intento de asesinato y homicidio
El 7 de abril de 1996, Chávez se encontraba en una Renault Trafic, en Dock Sud. Estaba discutiendo en la esquina de la calle Defensa y Huergo con su representante, José "Cholo" Olaya, cuando éste sacó un arma y lo acribilló con nueve balazos. Estuvo internado en el Hospital Argerich y sobrevivió. Las causas del ataque son desconocidas. 
Uno de los motivos posibles fue que Chávez descubriera que sus canciones habían sido registradas por Olaya como propias. Otras fuentes sostienen que lo acribilló debido a que Olaya supo que el músico era el verdadero padre de uno de sus hijos. Olaya, que estuvo prófugo cuatro meses, fue arrestado pero puesto en libertad posteriormente debido a que la víctima no lo reconoció como el responsable de dicho intento.
Carlos Alberto Chávez Navarrete fue asesinado de once disparos en la noche del 12 de agosto de 1997, tras ser llamado por una mujer que lo hizo salir de su casa. Sandra Edith González, apodada "La reina", lo entregó a los dos hombres que lo secuestraron. En un descampado de un camino rural pasando el puente San Carlos, muy cerca de la estación de tren de Domselaar en Partido de San Vicente, lo obligaron a arrodillarse. Por la espalda recibió el primero de los once disparos: diez en la cabeza y uno en el cuello. Cayó muerto en un zanjón. 
Olaya fue inmediatamente acusado como responsable intelectual del crimen, aunque ya se había escapado a Chile cuando Jorge Luis Pavón, uno de sus cómplices, declaró haber recibido dos mil pesos de los cincuenta mil que le prometió por asesinarlo. 
En 2001, la cámara condenó a Pavón a prisión perpetua y, en 2008, recibió la misma pena un ciudadano ruso que fue el guardaespaldas del cantante. "La reina", quien era la secretaria del representante cuando empezó una relación sentimental con Chávez Navarrete, fue detenida el 30 de noviembre de 2005. A Olaya lo capturó Interpol en febrero de 2010 pero quedó libre tras un juicio oral que lo declaró inocente. 
En 2011 el juicio fue anulado y "El Cholo" fue llamado a un nuevo juicio al que no se presentó. Fue condenado a cadena perpetua, quedando prófugo de la justicia, hasta el 8 de enero de 2014, día en que fue capturado en el aeropuerto de Buenos Aires cuando planeaba viajar hacia Perú.
A fines de 2018, en el programa Secretos Verdaderos del Canal América TV  de Buenos Aires, José Olaya hizo varias apariciones en vivo como comentarista de programas especiales sobre otros cantantes populares y criticó la película biográfica de la cantante argentina Gilda.

## Discografía

### Álbumes de estudio

#### Con Karicia
- 1991: Karicia (homonimo)
- 1992: 123, Karicia otra vez
- 1993: El Poder Del Ritmo
- 1994: Marcha Demoledora
- 1995: Los generales de la cumbia

#### Con Karakol
- 1996: Inmortales
- 1997: No se olviden de Carlos Chávez (Póstumo)

### Recopilaciones
- Gigantes
- Majestuoso 4
- Clan tropical 7
- Clan tropical 8
- 1995: Discos de oro